# Due gatti contro Titti
Due gatti contro Titti (A Tale of Two Kitties) è un film del 1942 diretto da Robert Clampett. È un cortometraggio d'animazione della serie Merrie Melodies, prodotto dalla Leon Schlesinger Productions e uscito negli Stati Uniti il 21 novembre 1942, distribuito dalla Warner Bros. Il cartone animato è noto per essere la prima apparizione del canarino Titti, non ancora dotato del suo piumaggio giallo. Il canarino si scontra qui con Babel e Chester (Babbit e Catstello in inglese), due gatti ispirati al popolare duo comico Gianni e Pinotto (in inglese Abbott e Costello). Il titolo originale è invece una parodia di quello del romanzo di Charles Dickens Racconto di due città (A Tale of Two Cities). Il corto fu rieditato con l'insegna "Blue Ribbon" il 24 luglio 1948; questa è la versione che circola ed è di pubblico dominio, in quanto non ne fu rinnovato il copyright.

## Trama
Babel e Chester sono due gatti affamati. Babel, intelligente, alto e magro, riesce a convincere il riluttante Chester, stupido, basso e grasso, a catturare il canarino Titti che sta su un nido in cima a un albero. Babel escogita varie strategie per far catturare l'uccellino da Chester: prima gli fa salire una scala, poi lo fa rimbalzare tramite delle molle sulle zampe, poi lo fa saltare con la dinamite e infine lo lancia con un elastico facendolo volare grazie a due ali di legno. Tuttavia Titti riesce sempre a sfuggire alla minaccia dei due gatti, vendicandosi spesso in modo sadico.

## Distribuzione

### Edizione italiana
Il corto fu ridoppiato in italiano intorno al 1997 dalla Time Out Cin.ca per la trasmissione televisiva.